# Jamkóweczka żółtawa

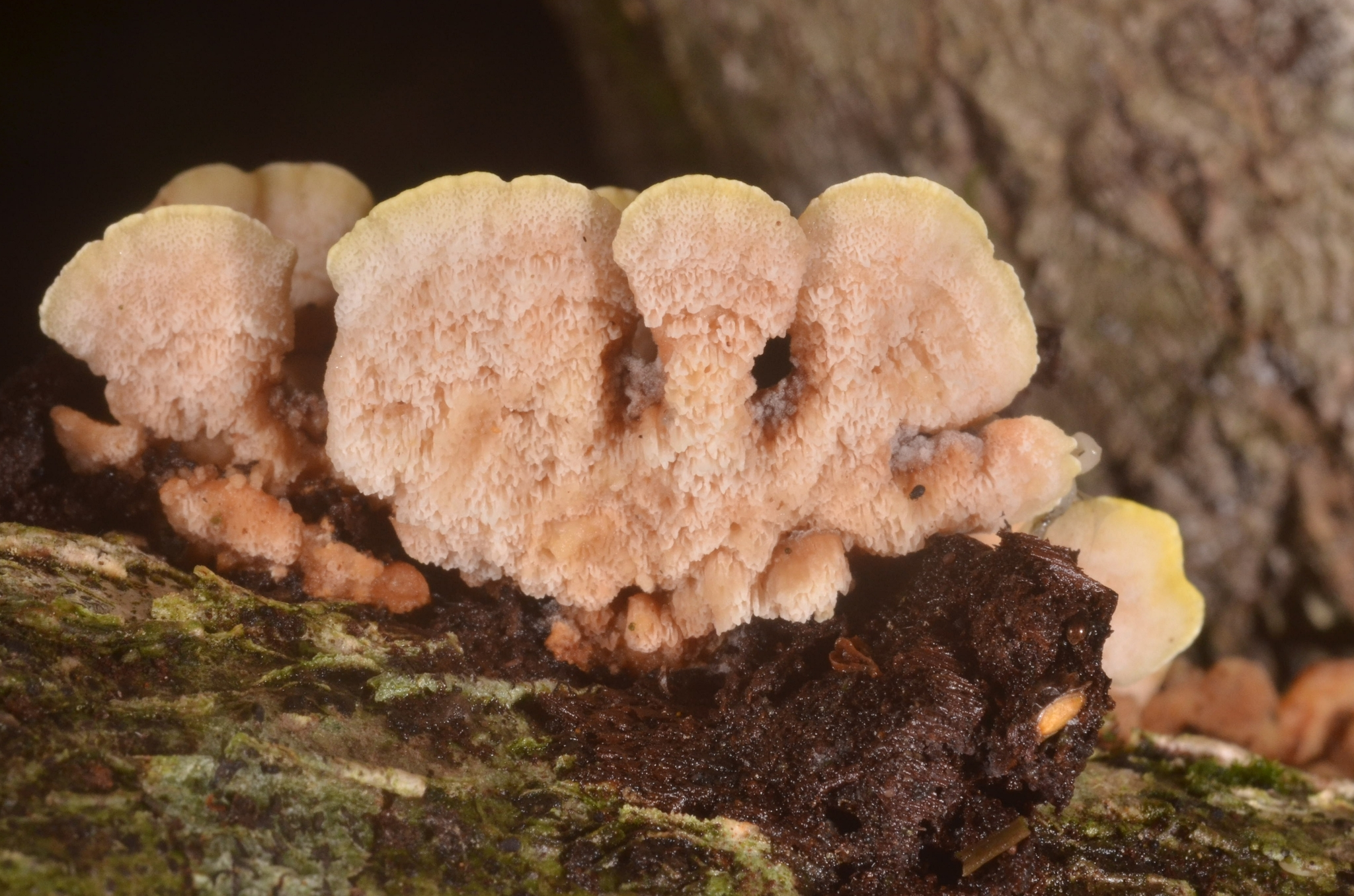

Jamkóweczka żółtawa (Antrodiella serpula (P. Karst.) Spirin & Niemelä) – gatunek grzybów należący do rodziny ząbkowcowatych (Steccherinaceae).

## Systematyka i nazewnictwo
Pozycja w klasyfikacji według Index Fungorum: Antrodiella, Steccherinaceae, Polyporales, Incertae sedis, Agaricomycetes, Agaricomycotina, Basidiomycota, Fungi.
Po raz pierwszy takson ten opisał w 1887 r. Petter Adolf Karsten nadając mu nazwę Bjerkandera serpula. Potem zaliczany był do różnych rodzajów. Obecną, uznaną przez Index Fungorum nazwę, nadali mu w 2006 r. W. Spirin i Tuomo Niemelä.
Ma 14 synonimów. Niektóre z nich:
- Antrodiella hoehnelii (Bres.) Niemelä 1982
- Coriolus hoehnelii f. resupinatus Domański 1963
- Flaviporus hoehnelii (Bres.) Ginns 1984
- Phellinus magnisporus (Lloyd) M. Fidalgo 1968
- Trametes hoehnelii (Bres.) Pilát 1939
- Tyromyces hoehnelii (Bres.) Komarova 1964[2].

Stanisław Domański w 1967 r. nadał mu polską nazwę wrośniak Hoehnela (dla synonimu Trametes hoehnelii), Władysław Wojewoda w 2003 r. zmienił ją na jamkóweczka żółta (dla synonimu Antrodiella hoehnelii).

## Morfologia
Owocnik
Grzyb poliporoidalny jednoroczny, rozpostarty lub siedzący, w stanie świeżym skórzastym, po wysuszeniu bardzo twardym. Początkowo owocniki są guzkowate, w stanie dojrzałym półeczkowate lub konsolowate o szerokości 10–60 mm, grubości 5–20 mm, wysokości 5–25 mm. Powierzchnia matowa lub delikatnie owłosiona, po wyschnięciu szorstka w dotyku, żółta. Brzeg dość ostry i żółty, obszar resupinacji mały i nieregularny w kształcie. Pory żółte lub kremowe, w liczbie 4–6(–7) na mm, o otworach całych, ząbkowanych lub postrzępionych.
Cechy mikroskopowe
System strzępkowy dimityczny. Strzępki generatywne ze sprzążkami, strzępki szkieletowe wyraźnie CB+, IKI-, w kontekście splecione, średnicy (2–)3-5,2(–6) µm, w tramie równolegle, o średnicy (2,8–)3–4,4(–5,3) µm. W kontekście i górnej części tramy są bardzo grubościenne z wyraźnym, szerokim prześwitem. Czasami na strzępkach są małe, piaszczyste lub sześcienne kryształy. Cystydiole ze stożkowym wierzchołkiem, gleocystyd brak. Podstawki z 4 sterygmami. Zarodniki krótkie cylindryczne, cienkościenne, CB–, IKI– (3,3–)3,6–5(–5,7) x (1,6–)1,8–2,2(–2,5) µm, zakrzywione na całej długości.

## Występowanie i siedlisko
Jamkóweczka żółtawa występuje w Europie i Azji. W Polsce w 2003 r. W. Wojewoda przytoczył około 20 stanowisk, ale z uwagą, że jest to gatunek rzadki. Liczne i bardziej aktualne stanowiska podaje także internetowy atlas grzybów. Gatunek znajduje się na Czerwonej liście roślin i grzybów Polski. Ma status R – gatunek rzadki.
Nadrzewny grzyb saprotroficzny. Występuje w lasach liściastych i mieszanych, zwykle na martwych owocnikach błyskoporka promienistego (Xanthoporia radiata) oraz na pniach i gałęziach drzew buka, rzadziej olszy czarnej, brzozy brodawkowatej, graba, leszczyny i lipy.